# Пляж (Аватар: Легенда об Аанге)
«Пляж» (англ. The Beach) — пятый эпизод третьего сезона американского мультсериала «Аватар: Легенда об Аанге».

## Сюжет
Зуко, Азула, Мэй и Тай Ли отправляются на Угольный остров. Там их встречают старушки Ло и Ли. Тем временем команда Аватара купается в водоёме. Когда Аанг скатывается с водопада у скалы, его замечают стражники из лагеря народа Огня и отправляют ястреба с сообщением, что Аватар жив. Зуко, Азула, Тай Ли и Мэй приходят на пляж. Тай Ли нравится местным мальчикам и заигрывает с ними. Зуко пытается произвести впечатление на свою девушку Мэй. Затем Азула предлагает сыграть в волейбол против других подростков, и они побеждают. После победы Азула зловеще радуется. Чан и Рун Джиан приглашают их на свою вечеринку. За ужином Зуко спрашивает у Азулы, почему та не рассказала никому, кто они на самом деле. Она отвечает, что хочет посмотреть на поведение и отношение людей к ней, если они не знают, кто она такая.
Тем временем наёмник, способный испускать взрывы силой мысли, которого послал Зуко, чтобы убить Аватара, перехватывает сообщение ястреба. Зуко, Азула, Мэй и Тай Ли раньше всех являются на вечеринку: Азула пытается понравиться Чану, но тот холоден к ней, Зуко ревнует Мэй к Рун Джиану, а Тай Ли общается с пятью парнями. Азула говорит ей, что она слишком доступная. Тай Ли начинает плакать, но Азула признаётся, что завидует ей. Тай Ли даёт ей советы, как понравиться парням. Зуко идёт за едой для Мэй. Азула просит Чана показать ей дом. На балконе она снова флиртует с ним, и они целуются. После Азула опять проявляет свою истинную сущность, пугая Чана, и он сбегает от неё. Зуко замечает, что Мэй общается с Руном, и отталкивает его, а затем ударяет. Мэй ругается с ним, и Зуко уходит с вечеринки. Он приходит в свой старый дом и тоскует по детству.
На команду Аватара нападает наёмный убийца. Они понимают, что с ним им не справиться, и Аанг отвлекает его, а другие улетают на Аппе. Затем Аватар также прыгает на бизона, скрываясь от злодея. Тем временем Азула отводит Зуко на пляж. Последний разводит костёр. Он сжигает портрет своей семьи. Тай Ли пытается его утешить, но Зуко наезжает на неё. Она плачет, рассказывая о своём трудном детстве среди большой семьи, в которой её никто не замечал, и поэтому она сбежала с цирком. Мэй подмечает, что из-за этого она такая кокетливая — из-за нехватки внимания. После этого остальные герои начинают обсуждать Мэй, почему она такая бесчувственная, холодная и скрытная. Зуко в свою очередь припоминает наказание отца на своём лице и говорит, что, хотя вернул свою честь и вернулся домой, всё же испытывает злость. Девушки спрашивают, на кого он злится, и Зуко признаётся, что злится на самого себя, потому что запутался. Мэй мирится с ним и целуется. Азула не жалуется на жизнь как все, но вспоминает, что собственная мать, по мнению Азулы, считала её монстром. Она отмечает, что та была права, но всё равно обидно. Затем они решают пойти и разгромить дом Чана, чтобы сделать выходные действительно незабываемыми.

## Отзывы

Динамика оценок IGN к эпизодам 3 сезона мультсериала

Макс Николсон из IGN поставил эпизоду оценку 8,2 из 10 и написал, что «хотя „Пляж“ не был самым насыщенным из эпизодов, он был примечателен тем, что показал более мягкую сторону „злодеев“ Аватара (если вы действительно можете их так называть)». Рецензент посчитал, что «изюминкой этого эпизода была сцена с костром на пляже, когда группа проявляла свои чувства», особенно подметив предысторию Тай Ли и Мэй, «о которых мы раньше мало знали». В своём вердикте критик написал, что «как и последние несколько эпизодов, „Пляж“ не сильно продвинул основной сюжет, но действительно раскрыл персонажей, таких как Тай Ли и Мэй, как в юмористическом, так и в эмоциональном плане».
Хайден Чайлдс из The A.V. Club оценил Азулу в эпизоде, посчитав её самой забавной, «поскольку её охватывающее весь мир кошмарное видение силы совершенно не соответствует нормальному общению с подростками». Критик отметил, что «она не может даже играть в волейбол, не сжигая сетку и не злорадствуя как Доктор Дум после победы». Однако критик также написал, что «в то же время у неё самый удивительный момент с чувствами, когда она признаётся, что ей было больно от того, что мать считала Азулу монстром, хотя и признаёт, что та была права». В конце Чайлдс написал, что «кульминационная сцена у костра кажется немного натянутой, поскольку маловероятно, что эти дети когда-либо почувствовали бы себя свободными, чтобы говорить друг с другом честно», но подметил, что «с другой стороны, если это не может заставить их открыться друг другу, то ничто другое не сможет».
Screen Rant включил серию в топ лучших эпизодов по версии Reddit.